# Zhang Ying
Zhang Ying (张颖S, Zhāng YǐngP; 9 febbraio 1982) è una schermitrice cinese, specializzata nella sciabola. Ha vinto una medaglia d'argento ai Campionati mondiali di scherma.